# William Feller
Vilibald Srećko Feller, mais conhecido como William Feller (Zagreb, 7 de julho de 1906 — Nova Iorque, 14 de janeiro de 1970) foi um matemático croata-estadunidense com méritos especiais no campo da teoria da probabilidade.

## Vida
Feller começou seus estudos de matemática na Universidade de Zagreb, que continuou em 1925 em Göttingen, onde estudou com David Hilbert e Richard Courant e recebeu seu doutorado em 1926 com Courant. Em 1928, ele aceitou o cargo de professor na Universidade de Kiel, mas fugiu dos nazistas da Alemanha em 1933 por causa de sua origem judaica. Depois de trabalhar em Copenhagen (com Harald Bohr) e Estocolmo (com Harald Cramér), ele veio para os EUA em 1939 com sua esposa Clara Mary Nielsen, com quem se casou em 1938, da qual se tornou cidadão em 1944. Ele foi para a Universidade Brown em 1939 e em 1944 (como colega de Mark Kac) para a Universidade Columbia. Em 1950 foi nomeado para a Universidade de Princeton.
Feller publicou muitos artigos sobre vários tópicos da matemática. Vários teoremas do campo da teoria da probabilidade levam seu nome. Ele também foi membro da Royal Statistical Society e presidente do Institute of Mathematical Statistics. Feller e Otto Neugebauer publicaram o Zentralblatt für Mathematik de 1934 a 1938, que ambos foram transferidos para Copenhagen em 1934. Em 1939, ele estava com Neugebauer, que também foi para a Universidade Brown, um dos fundadores da Mathematical Reviews e seu primeiro editor-chefe.
Seu trabalho principal é o livro didático de dois volumes "Uma introdução à teoria da probabilidade e suas aplicações", que ainda hoje é citado e é um dos melhores livros didáticos de matemática do século XX.
Feller foi membro da Academia de Artes e Ciências dos Estados Unidos (1958), da National Academy of Sciences (1960) e da American Philosophical Society (1966). Em 1959 ele recebeu a Medalha Nacional de Ciência. Em 1950, ele deu uma palestra convidada no Congresso Internacional de Matemáticos (ICM) em Cambridge (Massachusetts) (Algumas tendências recentes na teoria matemática da difusão) e em 1958 uma palestra plenária no ICM em Edimburgo (Algumas novas conexões entre probabilidade e análise clássica).

## Livros notáveis
- Uma introdução à teoria da probabilidade e suas aplicações, Volume I, 3ª edição (1968); 1ª ed. (1950);[4] 2ª ed. (1957)[5]
- Uma introdução à teoria da probabilidade e suas aplicações, Volume II, 2ª edição (1971)